# أليشا ألونسو
أليشا ألونسو (بالإسبانية: Alicia Alonso) (و. 1920  م) هي مصممة رقص، وراقصة باليه، وسيدة أعمال، ومعلمة رقص من كوبا، ولدت في هافانا.

## التعليم
تعلمت في مدرسة الباليه الأمريكي ‏.

## جوائز
حصلت على جوائز منها:
- نيشان خوسيه مارتي
- نيشان فاسكو نونييث دي بالبوا
- وسام جوقة الشرف
- وسام الفنون والآداب الفرنسي
- وسام إيزابيلا الكاثوليكية
- نيشان العقاب الأزتكي.

## وصلات خارجية
- أليشا ألونسو على موقع IMDb (الإنجليزية)
- أليشا ألونسو على موقع الموسوعة البريطانية (الإنجليزية)
- أليشا ألونسو على موقع قاعدة بيانات برودواي على الإنترنت (الإنجليزية)
- أليشا ألونسو على موقع إن إن دي بي (الإنجليزية)
- أليشا ألونسو في قاعدة بيانات الأفلام على الإنترنت